# Silvia Corzo
Silvia Milena Corzo Pinto (Bucaramanga, 30 de outubro de 1973) é uma advogada, jornalista e apresentadora de televisão colombiana.
Silvia realizou os estudos de Direito na Universidade Autônoma de Bucaramanga e apresentou um programa na rádio da Universidade Industrial do Santander. Trabalhou também na Televisión Regional del Oriente e apresentou o Noticiero del Pacífico do canal regional de televisão Telepacífico em Cali, durante três anos. Desde 16 de dezembro 2002 é apresentadora do telejornal Caracol Noticias. Além da apresentação do jornal, foi a responsável da secção de saúde do programa. Corzo também apresenta o programa Séptimo día de Caracol Televisión.